# Шејна Џек
Шејна Луис Џек (енгл. Shayna Louise Jack; Бризбејн, 6. новембар 1998) аустралијска је пливачица  чија специјалност су спринтерске трке слободним стилом. Вишеструка је у светска првакиња у великим базеним, двострука олимпијска победница из Париза 2024. и некадашња светска рекордерка.
Године 2025. додељен јој је „Орден Аустралије” (енгл. Medal of the Order of Australia) због изванредних залагања и резултата које постиже у спорту, са посебним освртом на резултат остварен на Летњим олимпијским играма у Паризу.

## Спортска каријера
Шејна је рођена и одрасла у Бризбејну, приморском граду на западној обали Аустралије и као веома мала је научила да плива. Са озбиљнијим пливачким тренинзима је започела у доби од 10 година.
Још као јуниорка остварила је неколико запажених резултата, од којих су најбољи чак три титуле светске првакиње у тркама штафета. 
Прво велико међународно такмичење у конкуренцији сениора на коме је наступила је било светско првенство у Будимпешти 2017, где је успела да освоји 4 медаље, по два сребра и бронзе, у штафетним тркама. Већ наредне године освојила је златне медаље у тркама штафета на 4×100 метара слободно, прво на Играма комонвелта у Гоулд Коусту, а потом и на Панпацифичком првенству у Токију.  
Свега неколико дана пре почетка светског првенства у Квангџуу 2019, Шејна је избачена из репрезентације Аустралије због позитивног допинг теста на недозвољени анаболични агенс LGD-4033 (лигандрол). Како је и њен други налаз такође био позитиван, Аустралијска анти-допинг агенција (ASADA), суспендовала је Џекову из свих такмичења на период од две године. Суспензија је трајала од 12. јула 2019. до 11. јула 2021. године.
Прво веће такмичење на коме је наступила након суспензије је било национално првенство у Аделаиду (одржано средином маја 2022), где је освојила титулу националне првакиње у трци на 50 метара слободно, односно друго место на дупло дужој деоници. Захваљујући тим резултатима уједно је изборила своје место у националном тиму на светском првенству и Играма комонвелта који су се одржали нешто касније те године. 
Свој други наступ на светским првенствима је имала у Будимпешти 2022, где је освојила златну медаљу у трци на 4×100 слободно, што је уједно био и њен највећи успех у дотадашњој професионалној каријери. Три дана касније, заедно са Кајли Макион, Заком Стаблети Куком и Метјуом Темплом, освојила је сребро у трци микс штафета 4×100 мешовито, пливајући у финалу деоницу слободним стилом. Нешто касније исте године, на Ирама комонвелта у британском Бирмингему освојила је по једну златну (4×100 слободно), сребрну (100 м слободно) и бронзану медаљу (50 метара слободно). 
Серију освајања медаља на светским првенствима наставила је и на такмичењима у Фукуоки 2023. и Дохи 2024, одакле се вратила са освојених чак 11 медаља, од чега су четири биле златног сјаја. 
На свом дебитантском наступу на Олимпијским играма, у Паризу 2024, се такмичила у 4 дисциплине слободним стилом. Такмичење је успешно започела освајањем златне медаље у трци штафета на 4×100 слободно, заједно са Моли Окалахан, Емом Макион и Мег Харис, а њихов резултат од 3.28,92 минута био је уједно и нови олимпијски рекорд. У квалификацијама је пливала и за штафету 4×200 слободно која је такође освојила златну олимпијску медаљу. У појединачним тркама је остварила пласмане на 5. (трка на 100 слободно) и 8. место (трка на  50 слободно).